# Hubert Rohde

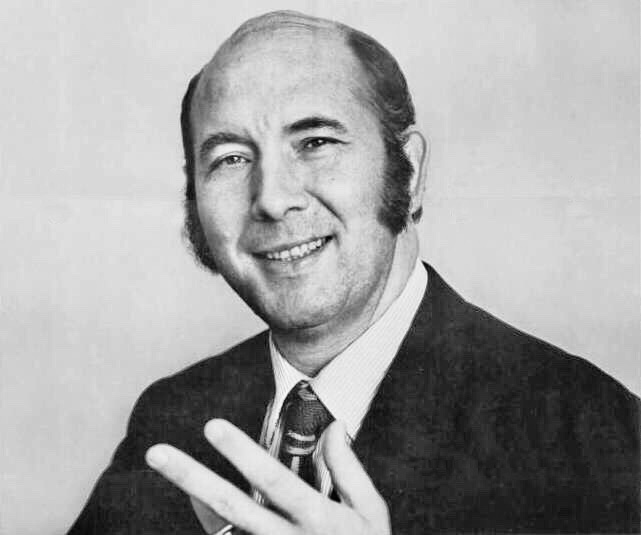
Hubert Rohde im Jahr 1972

Hubert Rohde (* 28. Februar 1929 in Hildesheim; † 17. Februar 2019) war ein deutscher Pädagoge und Kulturpolitiker. Von 1978 bis 1988 war er Intendant des Saarländischen Rundfunks.

## Leben
Hubert Rohde entstammte einer christlich geprägten Familie und besuchte das Gymnasium Josephinum Hildesheim. Um einer Einberufung zur Waffen-SS vorzubeugen, meldete er sich mit 14 Jahren „freiwillig“ als Reserveoffiziersbewerber der Schweren Artillerie, einer Waffengattung, von der er wusste, dass die „SS“ nicht darüber verfügte. Zum militärischen Einsatz kam er jedoch nicht mehr.
Nach dem Zweiten Weltkrieg studierte er in Frankfurt (Main), München, Innsbruck, Salzburg und Dublin Pädagogik, Philosophie, Kunstgeschichte, Archäologie und Theologie. Seit seiner Studentenzeit war er aktives Mitglied der katholischen Studentenverbindungen Rhenania Innsbruck, Saxonia München, Rheno-Saxonia München und Alemannia München, alle im KV.
Rohde war verheiratet, seine Frau Karin verstarb 1988. Aus der Ehe gingen vier Kinder hervor. Seit 1962 lebte er in Mandelbachtal im Saarland.

## Beruf
Nach der Promotion zum Dr. phil. (1953) wirkte Rohde zunächst als Erzieher und Hauslehrer sowie in der Jugendarbeit und Erwachsenenbildung, dann als Dozent an Pädagogischen Hochschulen in Paderborn und Saarbrücken. 1965 wurde er zum Professor für historische und systematische Pädagogik berufen, im gleichen Jahr zum Rektor der Peter-Wust-Hochschule (1969 aufgegangen in der Pädagogischen Hochschule des Saarlandes) in Saarbrücken gewählt. In mehreren akademischen Gremien des Saarlandes arbeitete er führend mit. Darüber hinaus war er Mitglied der Bildungskommission des Deutschen Bildungsrates und Vorsitzender des Programmbeirates der ARD.
1977 wurde er zum Intendanten des Saarländischen Rundfunks (SR) gewählt. Dieses Amt hatte er bis Ende 1988 inne. Auf seine Initiative ging unter anderem die Gründung der Saarlandwelle (SR 3) zurück. Der Rundfunk war ihm in Hörfunk und Fernsehen Mittel der Kulturvermittlung und Völkerverständigung. So wirkte er als Vorsitzender der deutsch-französischen Hörfunkkommission und stellvertretender Vorsitzender der deutsch-französischen Fernsehkommission.
In der u. a. von Theodor Ballauff herausgegebenen Reihe Grundlagen und Grundfragen der Erziehung veröffentlichte er 1965 eine Übersetzung der Augustinus-Schrift De catechizandis rudibus.

## Politische Ämter
Von 1964 bis 1970 war Rohde ehrenamtlicher Bürgermeister seiner Heimatgemeinde Heckendalheim (heute Gemeindebezirk von Mandelbachtal im Saar-Pfalz-Kreis). 1970 wurde er als Abgeordneter der CDU in den saarländischen Landtag gewählt. Seinen Wahlkampf hatte er unter das Motto „Bildungspolitik ist Sozialpolitik“  gestellt. Zur Unterstützung seiner Kandidatur gründete sich 1969 eine Wählerinitiative aus Studenten, Professoren und Bürgern seiner Wohnregion. Daraus ging 1970 der „Ensheimer Kreis“ hervor, der bis heute Weiterbildungsveranstaltungen durchführt und dem zahlreiche Persönlichkeiten des öffentlichen Lebens angehören. Seit Gründung und bis zu seinem Tode war Hubert Rohde Vorsitzender des Kreises.
Sieben Jahre, von 1970 bis 1977 gehörte er dem Saarländischen Landtag an. Dort war er Vorsitzender des Kulturpolitischen Ausschusses und danach Landtagsvizepräsident. Von 1988 bis 2000 war er Generalsekretär des Deutsch-Französischen Kulturrates.

## Kulturelles und soziales Engagement
Hubert Rohde engagierte sich für zahlreiche Sozialprojekte in Schulen, Kindereinrichtungen und Krankenhäuser in  Palästina. Hubert Rohde wurde 1978 durch Kardinal-Großmeister Maximilien Kardinal de Fuerstenberg zum Ritter des Ritterordens vom Heiligen Grab in Jerusalem ernannt und am 9. Dezember 1978 in Frankfurt am Main durch den Grossprior Franz Hengsbach in den Orden investiert. Er war von 1991 bis 1995 Ordenskanzler des Ritterordens vom Heiligen Grab. Er war langjähriger Leitender Komtur in Trier und Speyer.
Er war unter anderem Vorsitzender des Kuratoriums der Katholischen Fachhochschule für Sozialwesen in Saarbrücken, Vorstandsvorsitzender des Deutsch-Amerikanischen Instituts, Saarbrücken, Vorsitzender und Ehrenvorsitzender der Deutschen Multiple Sklerose Gesellschaft (DMSG) des Saarlandes deren Geschäftsstelle seit September 2021 Hubert-Rohde-Haus heißt und Gründungspräsident der Gesellschaft zur Förderung des Saarländischen Kulturbesitzes e. V. 1982 war er Mitbegründer der Peter-Wust-Gesellschaft, deren Vorsitz er bis 2004 innehatte und deren Ehrenpräsident er seither war. Weiterhin gründete er mit dem irisch-amerikanischen Künstler Matt Lamb die Schengen Peace Foundation.
Bis zu seinem Tod im Februar 2019 war Hubert Rohde vielfältig in kulturellen und sozialen Bereichen engagiert. So gehörte er unter anderem dem Kuratorium der Trägerwerke Soziale Dienste (Sitz: Weimar) an.
Für seine Verdienste um die deutsch-französische Verständigung wurde ihm durch den französischen Staatspräsidenten das Kreuz der französischen Ehrenlegion verliehen.

## Werke
- Mensch ohne Gott. Erziehung im atheistischen Materialismus. Herder, Freiburg i. Br., Basel, Wien 1961.
- Die Verwirklichung der Person. Grundlegung d. christlichen Pädagogik. Herder, Freiburg i. Br., Basel, Wien 1963.
- Der Nationalsozialismus im zeitgeschichtlichen Unterricht. Herder, Freiburg i. Br., Basel, Wien 1965.
- Orientierung. Beiträge zum Thema Selbsterziehung. NBV Neue Verlagsgesellschaft, Bonn 1975, ISBN 3-8097-0008-8.

## Ehrungen und Auszeichnungen
- Saarländischer Verdienstorden
- Verdienstkreuz 1. Klasse des Verdienstordens der Bundesrepublik Deutschland
- Ritter der Ehrenlegion der französischen Republik
- Ritter des französischen Ordre des Arts et des Lettres
- Ritter des französischen Ordre des Palmes Académiques
- Offizier des Verdienstordens des Großherzogtums Luxemburg
- Komtur des Verdienstordens der Italienischen Republik
- Komtur des päpstlichen Orden des heiligen Gregor des Großen
- Goldene Europamedaille
- Großkreuz des Ritterordens vom Heiligen Grab zu Jerusalem